# Superliga 2 Masculina de Voleibol de España 2011-12
Este anexo recoge las clasificaciones de la Superliga 2 masculina en la temporada 2011-2012.

## Equipos
Equipos participantes en la temporada 2011-2012 en Superliga 2 masculina de voleibol.
| Club                     | Nombre                       | Sede                                 | Región               | Pabellón                           |
| ------------------------ | ---------------------------- | ------------------------------------ | -------------------- | ---------------------------------- |
| AD Cáceres - Extremadura | Cáceres Patrimonio Humanidad | Cáceres                              | Extremadura          | Colegio Licenciados Reunidos       |
| CV Andorra               | CV Andorra                   | Andorra la Vieja                     | Andorra              | Poliesportiu M.I. Govern d'Andorra |
| CV Almoradí              | CV Almoradí                  | Almoradí (Alicante)                  | Comunidad Valenciana | Nuevo Pabellón De Almoradí         |
| Cyl Palencia 2012        | CyL Palencia 2012            | Palencia                             | Castilla y León      | Campo de la Juventud               |
| Emeve Laboratorios Nupel | Emeve Laboratorios Nupel     | Lugo                                 | Galicia              | Pabellón Municipal de Deportes     |
| Club Voleibol Ibiza      | Pachá Ibiza Vóley            | Ibiza                                | Islas Baleares       | Polideportivo de "Es Viver"        |
| Tenerife Sur Voleibol    | Arona Tenerife Sur           | Los Abrigos (Santa Cruz de Tenerife) | Canarias             | Pabellón Los Cristianos            |

Finalizada la liga regular, los equipos clasificados en los puestos de 1º al 4º  de la Liga Regular jugarán una Liga Final para decidir las plazas de ascenso y los equipos clasificados del 5º al 8º puesto de la Liga Regular jugaran una Liga para decidir la plaza de descenso.

## Competición
Clasificación tras la jornada 12 de la segunda fase.
| Pos. | Nombre                       | Pts. | J 1 | J 2 | J 3 | J 4 | J 5 | J 6 | J 7 | J 8 | J 9 | J 1 0 | J 1 | J 1 2 | J 1 3 | J 1 4 | Pts. 2ª fase | J 7 | J 8 | J 9 | J 1 0 | J 1 | J 1 2 |
| ---- | ---------------------------- | ---- | --- | --- | --- | --- | --- | --- | --- | --- | --- | ----- | --- | ----- | ----- | ----- | ------------ | --- | --- | --- | ----- | --- | ----- |
| 1    | CyL Palencia 2012            | 33   | 3   | 3   | 2   | -   | 3   | 3   | 3   | 1   | 3   | 3     | -   | 3     | 3     | 3     | 32           | 2   | 3   | 3   | 3     | 3   | 3     |
| 2    | Pachá Ibiza Vóley            | 22   | 0   | 2   | -   | 3   | 0   | 2   | 3   | 3   | 0   | -     | 3   | 0     | 3     | 3     | 18           | 1   | 3   | 3   | 0     | 0   | 3     |
| 3    | CV Almordí                   | 26   | -   | 1   | 1   | 3   | 2   | 2   | 3   | -   | 3   | 0     | 3   | 2     | 3     | 3     | 18           | 3   | 0   | 0   | 3     | 3   | 0     |
| 4    | CV Andorra                   | 20   | 0   | 3   | 3   | 3   | 1   | -   | 0   | 2   | 3   | 3     | 1   | 1     | -     | 0     | 4            | 0   | 0   | 0   | 0     | 0   | 0     |
| 5    | Emeve Laboratorios Nupel     | 18   | 3   | 0   | 3   | 0   | 3   | 1   | -   | 0   | 0   | 3     | 2   | 3     | 0     | -     | 18           | 0   | 3   | -   | 3     | 0   | -     |
| 6    | Arona Tenerife Sur           | 4    | 2   | -   | 0   | 0   | 0   | 0   | 0   | 3   | -   | 0     | -1  | 0     | 0     | 0     | 10           | 3   | -   | 0   | 0     | -   | 2     |
| 7    | Cáceres Patrimonio Humanidad | 2    | 1   | 0   | 0   | 0   | -   | 1   | 0   | 0   | 0   | 0     | 0   | -     | 0     | 0     | 8            | -   | 0   | 3   | -     | 3   | 1     |

El Arona Tenerife Sur fue sancionado en la jornada 11 por no presentarse.
Pts = Puntos; J = Jornada
|  | Juega liga de ascenso a Superliga. El primero y segundo de esta liguilla asciende. |
|  | Juega liga de descenso a Liga FEV. El último clasificado desciende a Liga FEV.     |

### Evolución de la clasificación
| Equipo / Jornada             | 01 | 02 | 03 | 04 | 05 | 06 | 07 | 08 | 09 | 10 | 11 | 12 | 13 | 14 | 7* | 8* | 9* | 10* | 11* | 12* |
| ---------------------------- | -- | -- | -- | -- | -- | -- | -- | -- | -- | -- | -- | -- | -- | -- | -- | -- | -- | --- | --- | --- |
| CyL Palencia 2012            | 2  | 1  | 1  | 1  | 1  | 1  | 1  | 1  | 1  | 1  | 1  | 1  | 1  | 1  | 1  | 1  | 1  | 1   | 1   | 1   |
| Pachá Ibiza Vóley            | 6  | 5  | 5  | 4  | 5  | 5  | 3  | 2  | 4  | 4  | 5  | 5  | 5  | 3  | 3  | 3  | 2  | 3   | 3   | 2   |
| CV Almoradí                  | 7  | 6  | 6  | 5  | 4  | 4  | 2  | 3  | 2  | 3  | 3  | 2  | 2  | 2  | 2  | 2  | 3  | 2   | 2   | 3   |
| CV Andorra                   | 5  | 2  | 3  | 2  | 3  | 2  | 4  | 4  | 3  | 2  | 2  | 3  | 3  | 4  | 4  | 4  | 4  | 4   | 4   | 4   |
| Emeve Laboratorios Nupel     | 1  | 3  | 2  | 3  | 2  | 3  | 5  | 5  | 5  | 5  | 4  | 4  | 4  | 5  | 5  | 5  | 5  | 5   | 5   | 5   |
| Arona Tenerife Sur           | 3  | 4  | 4  | 6  | 6  | 6  | 6  | 6  | 6  | 6  | 6  | 6  | 6  | 6  | 6  | 6  | 6  | 6   | 6   | 6   |
| Cáceres Patrimonio Humanidad | 4  | 7  | 7  | 7  | 7  | 7  | 7  | 7  | 7  | 7  | 7  | 7  | 7  | 7  | 7  | 7  | 7  | 7   | 7   | 7   |

## Jugadores más laureados en la temporada
Esta estadística está basada en la designación que hace cada semana la RFEVB de jugadora MVP y 7 ideal.
| Jugador               | Origen      | Club               | MVP | 7 id. | 1 | 2 | 3 | 4 | 5 | 6 | 7 | 8 | 9 | 10 | 11 | 12 | 13 | 14 | 7* | 8* | 9* | 10* | 11* | 12* |
| --------------------- | ----------- | ------------------ | --- | ----- | - | - | - | - | - | - | - | - | - | -- | -- | -- | -- | -- | -- | -- | -- | --- | --- | --- |
| Pedro Miralles        | España      | CV Almoradí        | 3   | 10    |   |   | * | M | M |   |   |   | * |    |    | *  | M  |    | *  | *  |    | *   | *   |     |
| Ángel Trinidad        | España      | CyL Palencia 2012  | 2   | 8     | * |   | * |   | * |   |   |   |   | M  |    | *  |    |    |    | *  | *  | M   |     |     |
| Genildo da Silva      | Brasil      | CV Andorra         | 2   | 7     |   | * |   | * | * |   |   | M | M | *  |    |    |    | *  |    |    |    |     |     |     |
| Edmon Solanas         | España      | Pachá Ibiza Vóley  | 2   | 5     |   | M |   |   |   |   |   |   |   |    |    |    |    | M  | *  |    | *  |     |     | *   |
| Andrés Villena        | España      | CyL Palencia 2012  | 2   | 4     |   |   | M |   |   |   |   |   |   |    |    |    | *  |    | M  |    |    | *   |     |     |
| Arthur Borges         | Brasil      | Pachá Ibiza Vóley  | 2   | 3     |   |   |   |   |   |   |   |   |   |    |    | *  |    |    |    | M  | M  |     |     |     |
| José J. Subiela       | España      | CV Almoradí        | 1   | 6     |   |   | * |   |   |   |   |   | * |    |    | *  |    | *  |    |    |    | *   | M   |     |
| Juan M. González      | España      | CyL Palencia 2012  | 1   | 6     |   | * |   |   |   |   | * |   |   | *  |    | *  |    |    |    |    | *  |     |     | M   |
| Christian López       | España      | Pachá Ibiza Vóley  | 1   | 4     |   | * |   | * |   |   | M | * |   |    |    |    |    |    |    |    |    |     |     |     |
| Fernando Agudo        | España      | CV Almoradí        | 1   | 4     |   | * |   |   |   |   | * |   |   |    |    | M  |    | *  |    |    |    |     |     |     |
| Juan Ramón Burke      | España      | Arona Tenerife Sur | 1   | 1     | M |   |   |   |   |   |   |   |   |    |    |    |    |    |    |    |    |     |     |     |
| José M. García Segura | Andorra     | CV Andorra         |     | 9     |   |   |   | * | * |   |   |   | * |    |    | *  |    | *  | *  |    | *  | *   |     | *   |
| Alexander Pérez       | Puerto Rico | AD Cáceres         |     | 6     | * |   | * | * |   |   |   |   |   | *  |    |    |    |    |    |    |    |     | *   | *   |
| Saulo Costa           | Brasil      | Pachá Ibiza Vóley  |     | 6     |   |   |   |   |   |   | * |   | * |    |    |    | *  |    | *  | *  | *  |     |     |     |
| Víctor Bouza          |             | Emevé Lab. Nupel   |     | 6     | * |   | * |   | * |   |   |   |   | *  |    |    | *  |    |    | *  |    |     |     |     |
| Alejandro Fernández   | España      | Arona Tenerife Sur |     | 5     | * |   |   | * |   |   |   | * |   |    |    |    |    | *  |    |    |    | *   |     |     |
| Mariano Esteban       | España      | Pachá Ibiza Vóley  |     | 4     |   |   |   |   |   |   | * | * |   |    |    |    |    |    | *  |    |    | *   |     |     |
| Erik Olivera          | Andorra     | CV Andorra         |     | 3     |   |   |   | * | * |   |   | * |   |    |    |    |    |    |    |    |    |     |     |     |
| Manuel Barrios        | España      | AD Cáceres         |     | 3     | * |   |   |   |   |   | * |   |   |    |    |    |    |    |    |    |    |     |     | *   |
| Alejandro Vigil       | España      | CyL Palencia 2012  |     | 2     |   |   |   |   |   |   |   |   |   |    |    |    | *  |    | *  |    |    |     |     |     |
| Antonio Castaño       | España      | CV Almoradí        |     | 2     |   |   | * |   |   |   |   |   |   |    |    |    | *  |    |    |    |    |     |     |     |
| Iván Lanza            | Andorra     | CV Andorra         |     | 2     |   |   |   |   |   |   |   | * |   |    |    |    |    |    |    |    | *  |     |     |     |
| Jaime García Pastor   | España      | CV Almoradí        |     | 2     |   |   |   |   |   |   |   |   |   |    |    |    | *  |    | *  |    |    |     |     |     |
| Jean Pascal Diedhiou  |             | Arona Tenerife Sur |     | 2     | * |   |   |   |   |   |   |   |   | *  |    |    |    |    |    |    |    |     |     |     |
| Jesús Gómez           |             | AD Cáceres         |     | 2     |   | * |   |   |   |   |   |   |   | *  |    |    |    |    |    |    |    |     |     |     |
| Miquel A. Fornés      | España      | CyL Palencia 2012  |     | 2     |   |   |   |   | * |   |   |   |   |    |    |    |    |    |    |    |    |     |     | *   |
| Raúl Rocha            |             | AD Cáceres         |     | 2     |   |   |   |   |   |   |   |   |   |    |    |    |    |    |    |    |    |     | *   | *   |
| Christian Salvador    | Andorra     | CV Andorra         |     | 1     |   |   |   |   |   |   |   |   | * |    |    |    |    |    |    |    |    |     |     |     |
| Daniel Muñoz          | España      | CyL Palencia 2012  |     | 1     |   |   |   |   |   |   |   |   |   |    |    |    |    |    |    |    |    |     | *   |     |
| David Sánchez         | España      | Emevé Lab. Nupel   |     | 1     |   |   |   |   |   |   |   |   |   |    |    |    |    |    |    | *  |    |     |     |     |
| Diego García          |             | Emevé Lab. Nupel   |     | 1     |   |   |   |   |   |   |   |   |   |    |    |    |    |    |    |    |    | *   |     |     |
| Francisco Ferrández   | España      | CV Almoradí        |     | 1     |   |   |   |   |   |   |   |   | * |    |    |    |    |    |    |    |    |     |     |     |
| Germán López          | España      | CV Almoradí        |     | 1     |   |   |   |   |   |   |   |   |   |    |    |    |    |    |    |    |    |     | *   |     |
| Javier Borrego        | Andorra     | CV Andorra         |     | 1     |   | * |   |   |   |   |   |   |   |    |    |    |    |    |    |    |    |     |     |     |
| Jesús Ariño           | España      | Pachá Ibiza Vóley  |     | 1     |   |   |   |   |   |   |   |   |   |    |    |    |    | *  |    |    |    |     |     |     |
| Marcos Peña           |             | Emevé Lab. Nupel   |     | 1     |   |   |   |   |   |   |   | * |   |    |    |    |    |    |    |    |    |     |     |     |
| Sergio del Pino       |             | Arona Tenerife Sur |     | 1     |   |   |   |   |   |   | * |   |   |    |    |    |    |    |    |    |    |     |     |     |

Las jornadas 6 y 11 no fueron publicadas por la RFEVB.

## Mejores anotadores
En esta sección aparecen los 10 jugadores con mejor promedio de puntos por set disputado, según las estadísticas de los partidos publicadas por la RFEVB. Para ello es preciso que el jugador haya disputado al menos dos sets por partido.
| Jugador            | Origen  | Club              | Pts. | Sets | P.P.S. | 01 | 02 | 03 | 04 | 05 | 06 | 07 | 08 | 09 | 10 | 11 | 12 | 13 | 14 | 7* | 8* | 9* | 10* | 11* | 12* |
| ------------------ | ------- | ----------------- | ---- | ---- | ------ | -- | -- | -- | -- | -- | -- | -- | -- | -- | -- | -- | -- | -- | -- | -- | -- | -- | --- | --- | --- |
| Genildo da Silva   | Brasil  | CV Andorra        | 266  | 45   | 5,911  | 26 | 24 |    | 20 | 26 |    | 19 | 37 | 27 | 19 | 30 | 16 |    | 17 | 5  |    |    |     |     |     |
| Pedro Miralles     | España  | CV Almoradí       | 302  | 62   | 4,871  |    | 22 | 22 | 22 | 22 | 22 | 11 |    | 17 | 5  | 26 | 21 | 21 |    | 11 | 17 | 10 | 20  | 19  | 14  |
| Juan Díaz Romeral  | España  | Emevé Lab. Nupel  | 252  | 53   | 4,755  | 16 | 13 | 21 | 20 | 10 | 25 |    | 10 | 15 | 14 | 24 | 11 | 24 |    |    | 7  |    | 20  | 16  |     |
| Arthur Borges      | Brasil  | Pachá Ibiza Vóley | 264  | 57   | 4,632  | 18 | 17 |    | 8  | 26 |    | 13 | 15 | 16 |    |    | 22 | 10 | 13 | 22 | 24 | 18 | 17  | 12  | 13  |
| Andrés Villena     | España  | CyL Palencia 2012 | 236  | 52   | 4,538  | 12 | 14 | 28 |    | 20 | 9  | 24 | 7  | 24 | 12 |    | 5  | 23 | 12 | 25 |    | 2  | 19  |     |     |
| Manuel Barrios     | España  | AD Cáceres        | 225  | 50   | 4,561  | 30 | 22 | 9  | 7  |    |    | 27 | 28 | 13 | 14 | 18 |    |    | 8  |    |    | 19 |     | 11  | 19  |
| Víctor Bouza       |         | Emevé Lab. Nupel  | 228  | 54   | 4,222  | 12 | 14 | 20 | 7  | 19 | 20 |    | 15 | 15 | 13 | 19 | 13 | 11 |    | 6  | 17 |    | 13  | 14  |     |
| Edmon Solanas      | España  | Pachá Ibiza Vóley | 201  | 54   | 3,722  | 9  | 22 |    | 11 | 17 |    |    | 11 | 9  |    |    | 8  | 14 | 20 | 18 | 7  | 15 | 14  | 12  | 14  |
| Christian Salvador | Andorra | CV Andorra        | 190  | 59   | 3,220  | 7  | 18 |    | 10 | 1  |    | 4  | 13 | 20 | 6  | 14 | 15 |    | 4  | 13 | 10 | 12 | 19  | 11  | 13  |
| Juan Ramón Burke   | España  | Tenerife Sur      | 148  | 46   | 3,217  | 23 |    |    | 6  | 6  | 13 | 6  |    |    | 5  |    | 10 | 16 | 18 | 5  |    | 12 | 12  |     | 16  |

## MVP y 7 ideal de la temporada
| Jugador            | Origen    | Club              | Posición   |
| ------------------ | --------- | ----------------- | ---------- |
| Andrés Villena     | España    | CyL Palencia 2012 | Opuesto    |
| Ángel Trinidad     | España    | CyL Palencia 2012 | Colocador  |
| Edmon Solanas      | España    | Pachá Ibiza Vóley | Receptor   |
| Pedro Miralles     | España    | CV Almoradí       | Receptor   |
| Saulo Costa        | Brasil    | Pachá Ibiza Vóley | Central    |
| Fernando Agudo     | España    | CV Almoradí       | Central    |
| José Manuel García | Andorra   | CV Andorra        | Líbero     |
| Toni Gino          | Argentina | Pachá Ibiza Vóley | Entrenador |